# Pompe à injection
Pour les articles homonymes, voir Pompe (homonymie).
 (avril 2012).
Si vous disposez d'ouvrages ou d'articles de référence ou si vous connaissez des sites web de qualité traitant du thème abordé ici, merci de compléter l'article en donnant les références utiles à sa vérifiabilité et en les liant à la section « Notes et références ».

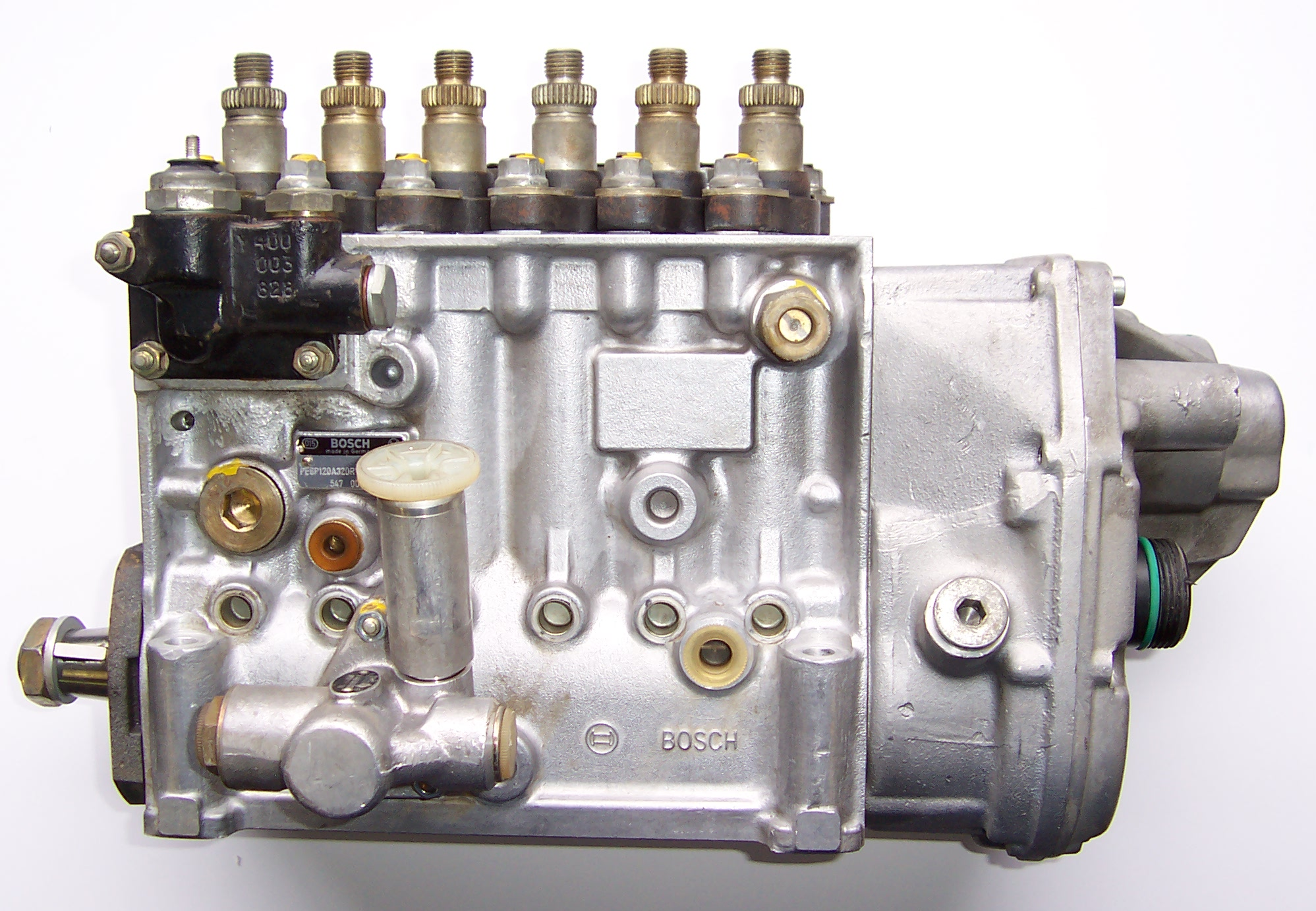
Pompe d'injection d'un moteur Diesel six cylindres.

En automobile, la pompe d'injection, ou pompe à injection est un élément très important du circuit d'injection des cylindres d'un moteur Diesel. Elles permettent la mise en pression, le dosage, l'équi-répartition et la distribution du combustible vers les injecteurs.

## Histoire
Du fait de son taux de compression élevé, le moteur Diesel est plus économique que le « moteur à essence » et dure normalement un peu plus longtemps, au prix de contraintes mécaniques un peu plus fortes. 
En 1895, Rudolf Diesel présente pour la première fois son moteur à allumage par compression alimenté par une pompe à injection mécanique. Ce moteur consomme, à puissance égale, beaucoup moins de carburant que le moteur à essence, qui à cette époque, avait déjà fait ses preuves. Du fait de sa faible consommation, cette invention est rapidement associée aux moteurs de bateaux et aux moteurs stationnaires. À cette époque, l'obstacle essentiel pour le moteur Diesel est son alimentation en carburant, qui ne lui permet pas d'atteindre des vitesses de rotation élevées : le procédé inventé par R. Diesel consistant à envoyer le carburant dans la chambre de combustion grâce à une « pompe à air » utilisant de l'air comprimé, ce qui limitait la vitesse de rotation du moteur.
À la fin de 1922, Robert Bosch se penche sur ce problème et entreprend le développement d'un système d'injection pour les moteurs Diesel. Il remplace la « pompe à air » de R. Diesel par une « pompe à injection ». Celle-ci est achevée au cours de l'été 1925 et sa production en série commence dès 1927, ce qui permet au moteur Diesel d'atteindre des régimes plus élevés qu'auparavant.

## Types de pompes à injection
Il existe trois types de pompes d'injection : en ligne, rotatives et haute pression à rampe commune.

### Pompe d'injection en ligne
La pompe est composée :

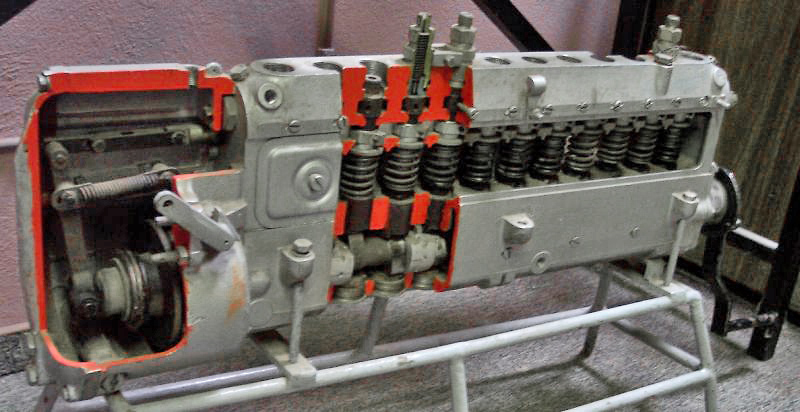
Écorché partiel de la pompe d'injection en ligne d'un moteur 12 cylindres.

- d'un carter en alliage d'aluminium. Il comporte des perçages permettant le raccordement du circuit d'alimentation et du circuit de retour ;
- des éléments de pompage, au même nombre que les cylindres à alimenter, et qui sont animés par un arbre à cames ;
- des sorties hautes pressions qui permettent le raccordement des tuyauteries ;
- de l'ensemble de régulation qui ajuste le débit selon la vitesse et/ou de la charge.

Les éléments de pompage sont constitués :
- d'un arbre à cames et de poussoirs à galet qui assurent la mise en mouvement du piston ;
- du piston et sa chemise qui mettent le combustible en pression ;
- du ressort comprimé entre ces deux coupelles qui maintient le piston en pression ;
- d'un couple de réglage crémaillère-pignon permettant le dosage du combustible ;
- du clapet de décharge qui maintient une pression dans le circuit.

### Pompe d'injection distributrice

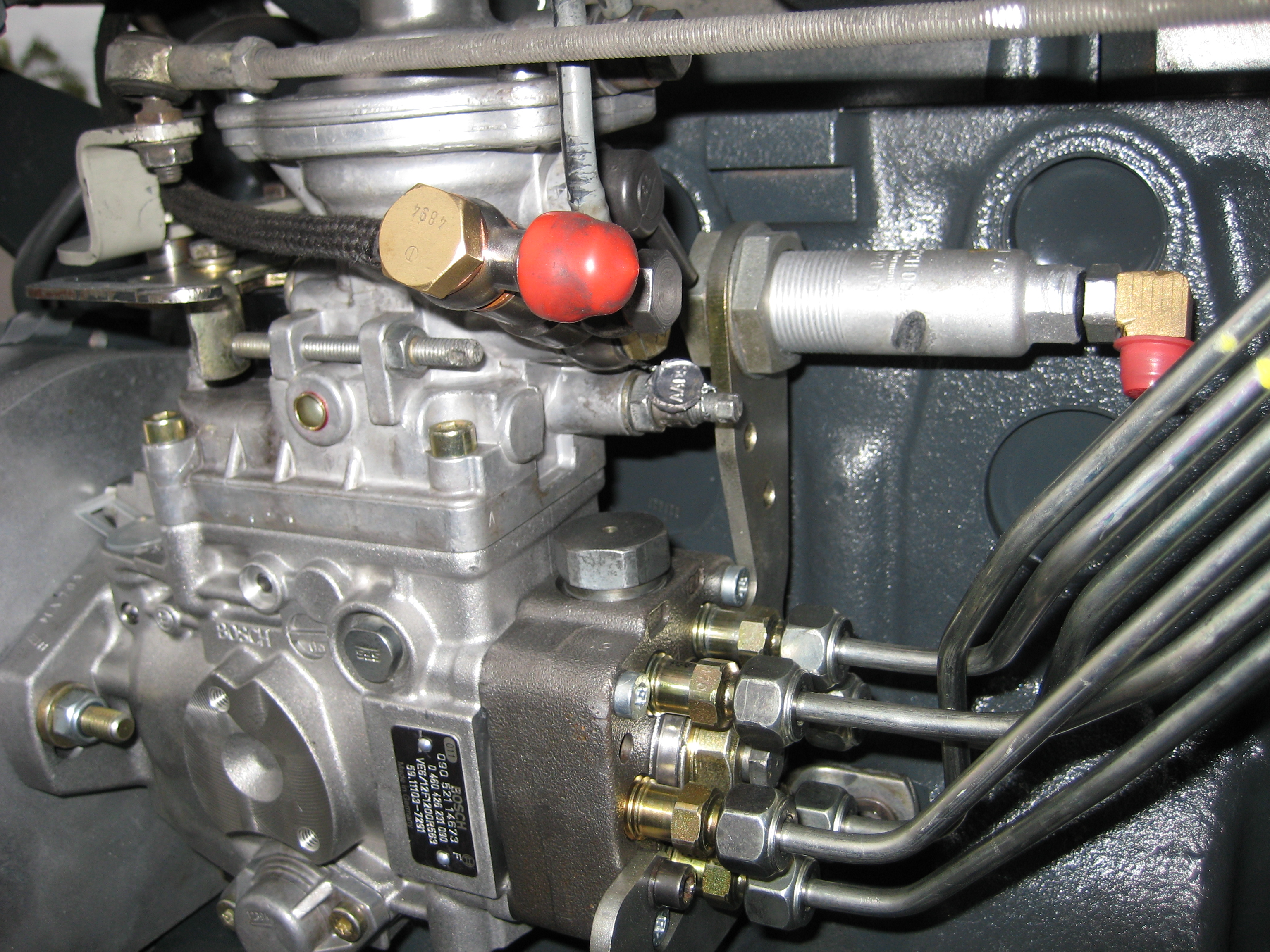
Pompe d'injection distributrice d'un moteur six cylindres.

Contrairement à la pompe d'injection en ligne, elle ne comporte qu'un seul élément de pompage, qui refoule le combustible dans une tête hydraulique munie d'autant de sorties que de cylindres à alimenter. Elle est couramment appelée par abus « pompe rotative ».
Deux acteurs majeurs ont produit des pompes distributrices : BOSCH avec la type VE (Verteiler Einspritzpumpe) et LUCAS / CAV / ROTODIESEL / CONDIESEL / DELPHI (suivant les divers rachats de la technique à pistons radiaux). 
Toutes les pièces d'une pompe distributrice sont enfermées dans un carter étanche et sont lubrifiées par le combustible.

### Pompe haute pression à rampe commune
La pompe haute pression à rampe commune alimente un réservoir à haute pression permanente (1 600 à 2 000 bars) qui permet d'alimenter des injecteurs séquentiels de chaque cylindre. Ce système permet une meilleure combustion grâce à l'injection d'un peu de carburant pour démarrer rapidement la combustion avant d'envoyer une rafale de jet de carburant qui s’enflamme spontanément et donne l'énergie nécessaire jusqu'en fin de la phase de combustion.